# Округ Јаблонец на Ниси
Округ Јаблонец на Ниси (чеш. Okres Jablonec nad Nisou) је округ у Либеречком крају, у Чешкој Републици. Административно средиште округа је град Јаблонец на Ниси.

## Становништво
Према подацима о броју становника из 2012. године округ је имао 89.906 становника.